# Arbeitslager

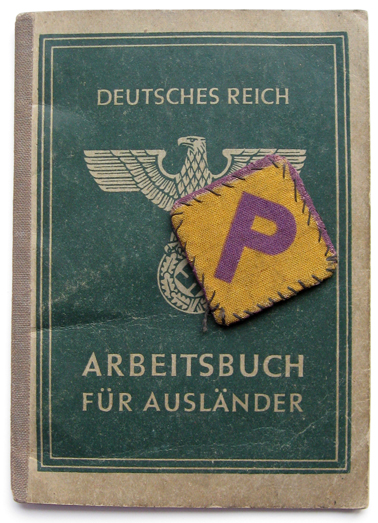
Un Arbeitsbuch Für Ausländer (Libro de trabajo para extranjeros) documento de identidad expedido a un trabajador forzado polaco en 1942 por los alemanes, junto con un parche con la letra "P" que los polacos debían llevar para identificarlos ante la población alemana.

Arbeitslager (en alemán: [ˈʔaʁbaɪtsˌlaːɡɐ]) es una palabra del alemán que significa campo de trabajo. Bajo el nazismo, el gobierno alemán (y su sector privado, el Eje y socios colaboracionistas) utilizó el trabajo forzados de manera extensiva, a partir de la década de 1930, pero sobre todo durante la Segunda Guerra Mundial. Otro término fue Zwangsarbeitslager ("campo de trabajos forzados").
Los nazis operaron varias categorías de Arbeitslager para diferentes categorías de reclusos. La mayor parte de ellos retuvo a civiles secuestrados por la fuerza en los países ocupados (ver Łapanka para el contexto polaco) para proporcionar mano de obra en la industria de guerra alemana, reparar ferrocarriles y puentes bombardeados o trabajar en granjas y canteras de piedra.
Los nazis también operaban campos de concentración, algunos de los cuales proporcionaban trabajos forzados para marcas industriales y de otro tipo, mientras que otros existían únicamente para el exterminio de sus presos. Un ejemplo notable es el complejo del campo de trabajo Mittelbau-Dora que sirvió para la producción del cohete V2. La gran fábrica de productos químicos en Monowitz, propiedad de IG Farben, estaba cerca de Auschwitz y fue diseñada para producir caucho sintético y fueloil. La mano de obra necesaria para su construcción fue proporcionada por varios campos de trabajo alrededor de la obra. Algunos de los presos eran presos de Auschwitz, que fueron seleccionados por sus habilidades técnicas, como Primo Levi, por ejemplo.

## Arbeitskommandos
Los Arbeitskommandos, oficialmente llamados Kriegsgefangenenarbeitskommando, eran subcampos bajo los campos de prisioneros de guerra para mantener a los prisioneros de guerra de rango inferior (por debajo de sargento), que trabajaban en industrias y granjas. Esto estaba permitido en virtud del Tercer Convenio de Ginebra siempre que se les concediera el trato adecuado. No se les permitió trabajar en industrias de fabricación de materiales de guerra, pero los alemanes frecuentemente ignoraban esta restricción. Siempre estuvieron bajo la administración del campo de prisioneros de guerra principal, que mantenía registros, distribuía paquetes de la Cruz Roja Internacional y proporcionaba al menos una atención médica mínima en caso de enfermedad o lesión del prisionero. El número de prisioneros en un Arbeitskommando solía oscilar entre 100 y 300.
Hay que diferenciarlos de los subcampos de los campos de concentración nazis operados por las SS, también llamados Arbeitskommando. Debido a los dos tipos diferentes, existe cierta confusión en la literatura, con el resultado de informes ocasionales de prisioneros de guerra retenidos en campos de concentración. En algunos casos, los dos tipos eran físicamente adyacentes, cuando tanto los prisioneros de guerra como los presos de KL estaban trabajando en una instalación grande, como una mina de carbón o una planta química. Siempre se mantuvieron separados unos de otros.